# Mariana Weissmann
Mariana Weissmann (sinh ngày 17 tháng 12 năm 1933) là một nhà vật lý học người Argentina, chuyên ngành vật lý tính toán sự ngưng tụ của vật chất. Năm 2003, Weissmann trở thành nhà khoa học người Argentina đầu tiên nhận giải thưởng L'Oréal- của Tổ chức Giáo dục, Khoa học và Văn hóa Liên Hợp Quốc UNESCO, một giải thưởng dành cho những phụ nữ trong lĩnh vực khoa học. Cùng năm đó, cô nhận được giải thưởng Konex về Vật lý.

## Công việc
Weissmann nhận bằng tiến sĩ năm 1965 tại Đại học Buenos Aires và cô đã học cao học tại Viện Công nghệ California. Cô chuyên nghiên cứu lý thuyết và mô phỏng số các tính chất của trạng thái rắn.
Công trình vật lý tính toán của cô về vật chất ngưng tụ trong quá trình hình thành băng đã mở ra khả năng thay đổi lượng hoặc loại mưa rơi từ các đám mây. Cô cũng nghiên cứu bề mặt silicon và sự tương tác của chúng với các nguyên tử carbon. Điều này bao gồm các phân tử được phát hiện gần đây như fullerenes pha tạp.
Bà đã chỉ đạo nhiều tiến sĩ và xuất bản hơn 100 ấn phẩm khoa học trên các tạp chí quốc tế.
Năm 2003, cô đã nhận được giải thưởng L'Oréal-UNESCO dành cho phụ nữ trong khoa học ở hạng mục Mỹ Latinh, nhà khoa học người Argentina đầu tiên nhận giải thưởng kể từ khi giải thưởng được thành lập vào năm 1998.

## Liên kết mở rộng
- Interview of Mariana Weissmann (in Spanish)
- WorldCat publications